# Bill Brox
Bill Reidar Brox, född 1953, är en svensk företagsledare och forskare inom nano- och mikroelektronik.
Bill Brox disputerade på Chalmers 1987 och blev 1997 adjungerad professor vid samma lärosäte. Han var fram till april 2012 VD för IMEGO AB (Institutet för Nano- och Mikroteknik i Göteborg).
Han invaldes 2008 som ledamot av Kungliga Ingenjörsvetenskapsakademien.